# 216428 Маурисіо
216428 Маурисіо (216428 Mauricio) — астероїд головного поясу, відкритий 23 грудня 2008 року.
Тіссеранів параметр щодо Юпітера — 3,339.